# Nii Lamptey
Nii Lamptey   (Tema, 10 de desembre de 1974) és un exfutbolista ghanès de la dècada de 1990.
Fou internacional amb la selecció de futbol de Ghana. Pel que fa a clubs, destacà a RSC Anderlecht, Aston Villa FC, PSV Eindhoven, Coventry City FC i Venezia.